# Olof von Unge (militär)
Olof von Unge, född den 24 maj 1672, död den 22 maj 1737 i Karlskrona, var en svensk viceamiral, kommendant i Karlskrona, gift 1703 med Catharina Palmfelt (1681-1726), änka efter amiralitetsfiskalen Erik Stjernborg.

## Biografi
Olof von Unge inträdde tidigt (1685 eller 1686, uppgifterna varierar) på den sjömilitära banan, då han av sina föräldrar sändes till örlogsstationen på Skeppsholmen för att inleda sin marina utbildning. År 1690 blev han lärstyrman, 1696 överstyrman och 1697 underlöjtnant vid örlogsflottan, kapten 1700, kommendör 1715, schoutbynacht (konteramiral) 1722, viceamiral 1734 och kommendant i Karlskrona 1736. Han adlades 1712 von Unge (hette tidigare Unge).